# Ansky Hilaire
Ansky Hilaire, né le 22 juillet 1995 à Léogâne dans le département de Ouest en Haïti, est un écrivain et poète haïtien. Il s'intéresse aux réalités sociales et culturelles d'Haïti à travers ses activités poétiques et littéraires .

## Biographie

### Jeunesse et formation
Ansky Hilaire est né à Léogâne, une ville située dans le département l'ouest d'Haïti. Il découvre très tôt sa passion pour l'écriture et la poésie, qu'il cultive au fil des années. Après ses études secondaires, Hilaire poursuit des études universitaires en sciences juridiques à la faculté de Droit et des sciences économiques (FDSE) de l' Université d’État d’Haïti (UEH).

### Carrière littéraire
Hilaire a publié plusieurs recueils de poésie et romans qui lui ont valu une reconnaissance nationale et internationale. Son style est marqué par une profonde introspection et une critique des injustices sociales,.

## Réception critique
Les œuvres de Hilaire ont été bien reçues par la critique, qui souligne la puissance de son écriture et son engagement envers les causes sociales. Il est souvent invité à des salons littéraires et des émissions de radio pour discuter de son travail et de ses inspirations,,.

### Engagements
Ansky Hilaire est également connu pour son implication dans des initiatives culturelles visant à promouvoir la littérature et la culture haïtiennes. Il a lancé la marque Zando qui combine poésie et mode, et participe activement à des événements littéraires et culturels,.

## Prix et Distinctions
- Prix de la littérature Palmes Magazine 2020: Gagnant
- Prix René Depeste 2024: Sélectionné[8]
- Prix Jean Metellus 2024: Sélectionné[9]

## Œuvres

### Poésie
- Kan n ale, recueil de poèmes collectifs, ateliers PIKLIZ, 2018
- Lakou Zando (2020)[10],[11],[12]
- Les Fêlures et cinq autres poèmes (2022)[13],[14]

### Romans
- La convergence de l’amour, roman, auto édition, 2018
- Le Condamné (2021)[15],[16]